# Чинар (Дагестан)
Вижте пояснителната страница за други значения на Чинар.
Чинар (на руски: Чинар) е село, разположено в Дербентски район, Дагестан, Руска федерация. Населението му през 2002 година е 4357 души.

## История
Село Чинар е основано през 1952 година въз основа на решение на втори клон на държавно земеделско стопанство.
Според легендата, по време на инвазията на Надир Шах близо до област Чинар избухва последната битка между персите и дегестанците. Тук те претърпели окончателно поражение.
През 1978 година се формира отделна селска община.

### Етимология
Селото е наречено на горичка от чинари, намираща се в близост до изоставеното село Кемах.

## География
Селото е разположено 14 км северозападно от град Дербент. На кръстопът в крайбрежна равнина и в подножието на югоизточната част на полите на Дагестан. На височина от 41 м над морското равнище.

## Население
- 1970 – 1616
- 1979 – 2285
- 1989 – 2908
- 2002 – 4357

### Етнически състав
При 4357 души население, през 2002 година етническия състав е следния:
- 1406 – азербайджанци
- 1109 – даргинци
- 1038 – табасарани
- 662 – агули
- 87 – лезгинци
- 18 – лакци
- 12 – аварци
- 11 – руснаци
- 7 – кумики
- 2 – татари
- 2 – украинци